# Barnard Elliott Bee, Sr.
Barnard Elliot Bee, Sr. (Charleston, 1787 - Pendleton, 1853) era um colono e líder político na República do Texas.

## Primeiros anos
Barnard Bee nasceu em Charleston, Carolina do Sul, filho de Thomas Bee que foi delegado para o Congresso Continental. Ele estudou Direito e actuou na equipa de seu cunhado, o governador James Hamilton, Jr.. Em 1836, Bee mudou para o Texas e se estabeleceu perto de Houston, Texas.

## Legado
O Condado de Bee, Texas, e a cidade de Beeville, Texas, são nomeados em sua honra.